# Rape, Abuse & Incest National Network
Rape, Abuse & Incest National Network (RAINN), em português Rede Nacional de Assistência a Vítimas de Estupro, Abuso e Incesto, é uma organização não governamental estadunidense que trabalha contra o abuso sexual. A instituição organiza a 'Linha Nacional contra o Abuso Sexual' e, realiza programas de ajuda às vítimas de abuso sexual, garantindo que esses casos sejam levados à justiça.
O RAINN foi fundado em 1994, por Scott Berkowitz. A cantora Tori Amos, foi uma das fundadoras e porta-voz da organização. Atualmente, a porta-voz da organização é a atriz Christina Ricci.

## O Dia RAINN
A organização realizou, pela primeira vez, no dia 24 de Setembro de 2009, o "RAINN Day" - ou, dia RAINN -, uma campanha anual contra a violência sexual.